# Акмолинский областной историческо-краеведческий музей
Акмо́линский о́бластной историческо-краеве́дческий музе́й  (каз. Ақмола облыстық тарихи-өлкетану мұражайы) — государственный краеведческий музей в центральной и исторической части города Кокшетау, один из старейших музеев области и северной части страны, один из крупнейших музеев Казахстана, основанный в 1920 году. Крупнейшее учреждение культуры такого типа на территории Акмолинской области — в фондовых собраниях хранится более 83 тысяч предметов (2020 год). Является экспозиционной площадкой для столичных музеев, принимает выставки из городов Казахстана и России.
Культурно-просветительное государственное учреждение города, собирающее, изучающее, комплектующее, хранящее и выставляющее для обозрения памятники естественной истории, материальной и духовной культуры Акмолинского края. В состав музея входят 7 филиалов районных музеев.  Располагается в старинном здание, принадлежавшем богачу польско-литовского происхождения Геннадию Францевичу Шмурло, хозяину виноводческого завода, и являющемся памятником архитектуры местного значения, находящийся под государственной охраной.
Первый директор музея — педагог и ученый Иван Степанович Хохлов.

## Названия музея
Официальные названия по году переименования:
- 1920 — Кокчетавский историко-краеведческий музей (при уездном отделе народного образования, как музей наглядных пособий).
- 1 января 1945 — Кокчетавский областной историко-краеведческий музей (КОИМ).
- 1993 — Кокшетауский областной историко-краеведческий музей (КОИМ).
- 1997 — Кокшетауский историко-краеведческий музей (КИМ).
- 2000 — Акмолинский областной историко-краеведческий музей (АОИМ).

## История

### Здание музея
В начале века в 1904 году в уездном Кокчетаве (ныне Кокшетау) было начато строительство первого кирпичного здания, комплекса зданий казенного винного склада №7, оно принадлежало богачу, хозяину виноводческого, позже чугунолитейного завода фабриканту-заводчику Генадию Францевичу Шмурло, прибывшем в город во второй половие XIX века. Проходило оно в несколько этапов. Но уже в 1908-1909 годах склад-завод выдавал продукцию. Комплекс занимал целый квартал и располагался на окраине города, замыкая собой Базарную площадь (ныне площадь Абылай-хана).
Свою прямую функцию казенный винный склад выполнял до 1915 года, когда из-за Первой мировой войны в стране был объявлен «сухой закон». В 1918 году после революции в административном здании склада размещался уездный совет народных депутатов. Сегодня об этом напоминает мемориальная доска на фасаде.
В годы гражданской войны в глубоких подвалах дома были устроены специальные камеры для дезинфекции белья и санобработки прибывавших в город красноармейцев. В тех же подвалах во время кулацкого восстания в 1921 году враги революции держали согнанных со всего уезда заложников. А в 30-х годах в корпусах снова разместился спиртоводочный завод.
В годы Великой Отечественной войны в здании располагалось заводоуправление и один из цехов секретного завода №621, созданного на базе Кокчетавского механического завода и Подольского завода по производству швейных машин, эвакуированного в 1941 году.
В 1960 году в особняке разместилась детская больница, через несколько лет - исполком городского совета народных депутатов, затем - партийный архив, городское управление статистики. Первые ремонтные работы и реконструкция в музее проводились в 1973-1974 гг. В 1974 году в здание перебрался историко-краеведческий музей, который успешно работает и по сей день.
Описание
Здание имеет два этажа, стены  выложены из жженного красного кирпича толщиной 640 мм в 2-х цветной гамме, обнесенное ажурной оградой, являлось классическим образцом промышленной архитектуры начала XX века, так называемой архитектуры стиля эклектики. Выполнены под расшивку на известковом растворе. Высота помещений 3,3 м. В оформлении здания есть элементы декоративной кладки.  Фундаменты ленточные из красного обожженного кирпича, глубина заложения 1,6 м. В комплекс входили: административное здание-контора (сейчас историко-краеведческий музей), здание основного производства (ранее там располагался казахский лицей), магазин-проходная и склады.
Перекрытия деревянные и не менялись с момента строительства. Чердачная кровля из листового кровельного черного метала толщиной 0,7 мм. под окраску выполнена по деревянной стропильной системе. В 2007 году произведена замена кровли. У входа имеется мемориальная доска с надписью: «В этом доме размещался I-ый Кокчетавский уездный Совет рабочих и крестьянских депутатов».

### Предыстория и музейное дело в Кокшетау
В марте 1920 года в Кокчетаве отделом народного образования создан краеведческий музей. Основу его экспозиции составили различные ценные экспонаты (старинное оружие, предметы восточной культуры), конфискованные у бежавших с Колчаком атаманов и местных богачей. Основала музей группа работников местного исполкома — Пригожий, Жуков и другие. Вскоре заведовать музеем был приглашен Иван Степанович Хохлов, сослуживец И. Н. Ульянова, лично знавший В. И. Ленина еще гимназистом.

### История музея
Музей открылся 1 мая 1923 года. Экспонаты музея знакомят с природой и историей края. С января 1945 года районный музей стал Кокчетавским областным историко-краеведческим музеем в связи с образованием Кокчетавской области. В те годы музею было предоставлено здание бывшей мечети в центре города.
В 1970—1995 годах пополнился археологическими находками эпохи палеолита, неолита и бронзового века.
С 1974 года и по настоящее время музей располагается в двухэтажном здании, находящемся недалеко от центральной площади Кокшетау.
В 1998 году открыта новая историко-этнографическими экспозиция, где выставлены произведения традиционного казахского прикладного искусства, в том числе ювелирные изделия, образцы женской и мужской одежды, предметы быта и так далее.
В 2000 году музей получил статус Акмолинского областного историко-краеведческого музея, так как город Кокшетау стал областным центром Акмолинской области.
В 2012 году была проведена первая масштабная реконструкция музея.
В 2019 году с применением новых инновационных технологий проведена реэкспозиция залов музея.

## Музейные фондовые собрания
Фонды музея формировались всю историю музея. Основу первоначального фонда составило 130 предметов исторического  значения, собранные и переданные из школьных коллекций. В настоящий момент включают одежду, предметы интерьера, домашнюю утварь. Памятники духовной и материальной культуры дают более чем богатое представление о возникновении и этапах развития всех этносов, для которых Кокшетау и Акмолинская область были домом. Большую историческую ценность имеют археологические, этнографические, старопечатные книги. Коллекции музея периодически пополняются новыми уникальными экспонатами.
В 1998 году фонды музея насчитывали более 142,406 экспонатов.
В 2020 году собрание Акмолинского краеведческого музея насчитывало 83,000 единиц хранения, в числе которых ряд уникальных:
- китайское бронзовое зеркало эпохи династии Тан (VII-IX вв.) с изображением львов.
- каменные жертвенники в виде бараньей головы, относящиеся к ранне-железному веку (VII — III вв. до н.э.).
- реконструкция одежды андроновской девушки.
- вышитый золотом шапан Чингиза Валиханова, подаренный царем Александром II в 1855 году в Санкт-Петербурге.

## Экспозиционные залы

### Экспозиции
Постоянная экспозиция музея посвящена следующим темам Акмолинского края с древнейших времен до современности:
- Выставочный зал;
- Зал природы Акмолинского края;
- Зал «Естественной истории». Палеонтология;
- Зал «Великая степная цивилизация». Археология;
- Зал «Великая степная цивилизация». Средневековье;
- Зал «Великая степная цивилизация». Этнография;
- Зал «Великая степная цивилизация». Абылай хан;
- Зал «История Акмолинского края в XIX веке»;
- Зал «История Акмолинской области в XX веке»;
- Зал истории современного Казахстана.

### 3D-панорамы
- Панорама музея

## Филиалы и отделы музея в Акмолинской области
Акмолинский государственный областной историко-краеведческий музей включает в себя 7 филиалов, расположенных в районах области:
- Атбасарский историко-краеведческий музей (г. Атбасар, ул. Жениса, 38)
- Литературный музей И. Есенберлина (г. Атбасар, ул. Куанышева, 3А)
- Мариновский историко-краеведческий музей (с. Мариновка, ул. Ленина, 79)
- Ерейментауский историко-краеведческий музей (г. Ерейментау, ул. Абылай хана, 138)
- Степногорский историко-краеведческий музей (г. Степногорск, ДК «Горняк», микрорайон 3)
- Щучинский историко-краеведческий музей (г. Щучинск, ул. Абылай хана, 38)
- Музей истории под окрытым небом «Ботай-Бурабай» (пос. Бурабай, 240-й км. трассы A1)

## В кинематографе
- Акмолинский краеведческий музей снят в советском документальном фильме киностудии «Казахфильм», 1987 год.

## Близкорасположенные к музею достопримечательности Кокшетау
- Здание городского комитета КП Казахстана
- Торговый ряд купца У. И. Короткова
- Центральная площадь
- Городской парк культуры и отдыха
- Дом жилой и магазин купца А. В. Соколова